# Böyükağa Hacıyev
Böyükağa Tələt oğlu Hacıyev, ros. Беюкага Талат оглы Гаджиев, Biejukaga Tałat ogły Gadżijew (ur. 20 kwietnia 1958 w Nachiczewaniu, Azerbejdżańska SRR, zm. 16 marca 2018) – azerski piłkarz, grający na pozycji obrońcy, a wcześniej pomocnika, trener piłkarski.

## Kariera piłkarska

### Kariera klubowa
W 1977 rozpoczął karierę piłkarską w Arazie Nachiczewan, który potem zmienił nazwę na Badamlı. W 1991 zakończył karierę piłkarza.

## Kariera trenerska
Po zakończeniu kariery piłkarza rozpoczął pracę szkoleniowca. W 1994 roku dołączył do sztabu szkoleniowego klubu Qarabağ Ağdam. W 1999 stał na czele rodzimego Arazu Nachiczewan, który wcześniej również prowadził w 1990 łącząc wtedy funkcje piłkarskie. W 2002 wyjechał do Iranu, gdzie najpierw pomagał trenować Machine Sazi Tebriz, a w latach 2003-2004 stał na czele klubu. Od 2004 do 2005 trenował Teraktor Sazi Tebriz. W 2005 pracował w sztabie szkoleniowym narodowej reprezentacji Azerbejdżanu, gdzie był asystentem Vaqifa Sadıqova. Od 2006 do września 2007 prowadził Bakı FK. Po dłuższej przerwie bez pracy w czerwcu 2008 otrzymał propozycję pracy w klubie futsalowym Araz Nachiczewan. W sezonie 2009/10 kierował klubem Standard Sumgait. 2 sierpnia 2011 został mianowany na stanowisko głównego trenera Neftçi PFK, z którym pracował do września 2013. 11 stycznia 2014 ponownie stał na czele Neftçi Baku, którym kierował do 3 września 2014.

## Sukcesy i odznaczenia

### Sukcesy piłkarskie
Bakı FK
- mistrz Azerbejdżanu: 2005/06
- brązowy medalista mistrzostw Azerbejdżanu: 2006/07

Neftçi Baku
- mistrz Azerbejdżanu: 2011/12, 2012/13
- zdobywca Pucharu Azerbejdżanu: 2012/2013
- finalista Pucharu Azerbejdżanu: 2011/2012